# Radkou
Radkou (biał. Радкоў; ros. Радков, Radkow; hist. ros. Рядцы, Radcy, Долгое, Dołgoje; pol. Radcy, Douhoje, Riadce) – wieś na Białorusi, w obwodzie homelskim, w rejonie oktiabrskim, w sielsowiecie Wałosawiczy, nad Tremlą.

## Historia
W XIX i w początkach XX w. Radcy (Douhoje) położone były w Rosji, w guberni mińskiej, w powiecie bobrujskim, w gminie Czernin. Po I wojnie światowej pod administracją polską, w Zarządzie Cywilnym Ziem Wschodnich, w okręgu mińskim, w powiecie bobrujskim. W wyniku postanowień traktatu ryskiego znalazły się w granicach Związku Sowieckiego. Od 1991 w niepodległej Białorusi.
Urodził tu się deputowany do Rady Najwyższej Republiki Białorusi Mikałaj Busieł.